# Gręblin
Gręblin is een plaats in het Poolse district  Tczewski, woiwodschap Pommeren. De plaats maakt deel uit van de gemeente Pelplin en telt 520 inwoners.